# Noro
Noro ist eine Stadt der Provinz Western auf den Salomonen und liegt auf der Insel New Georgia.
Noro gehört neben Gizo und Munda zu den größten Städten des New-Georgia-Archipels.

## Infrastruktur
Noro verfügt über einen Tiefseehafen, der den früheren Hafen von Gizo ersetzt hat. Haupteinnahmequelle ist der Fischfang durch die National Fisheries Developments Limited (NFD).

## Quellen

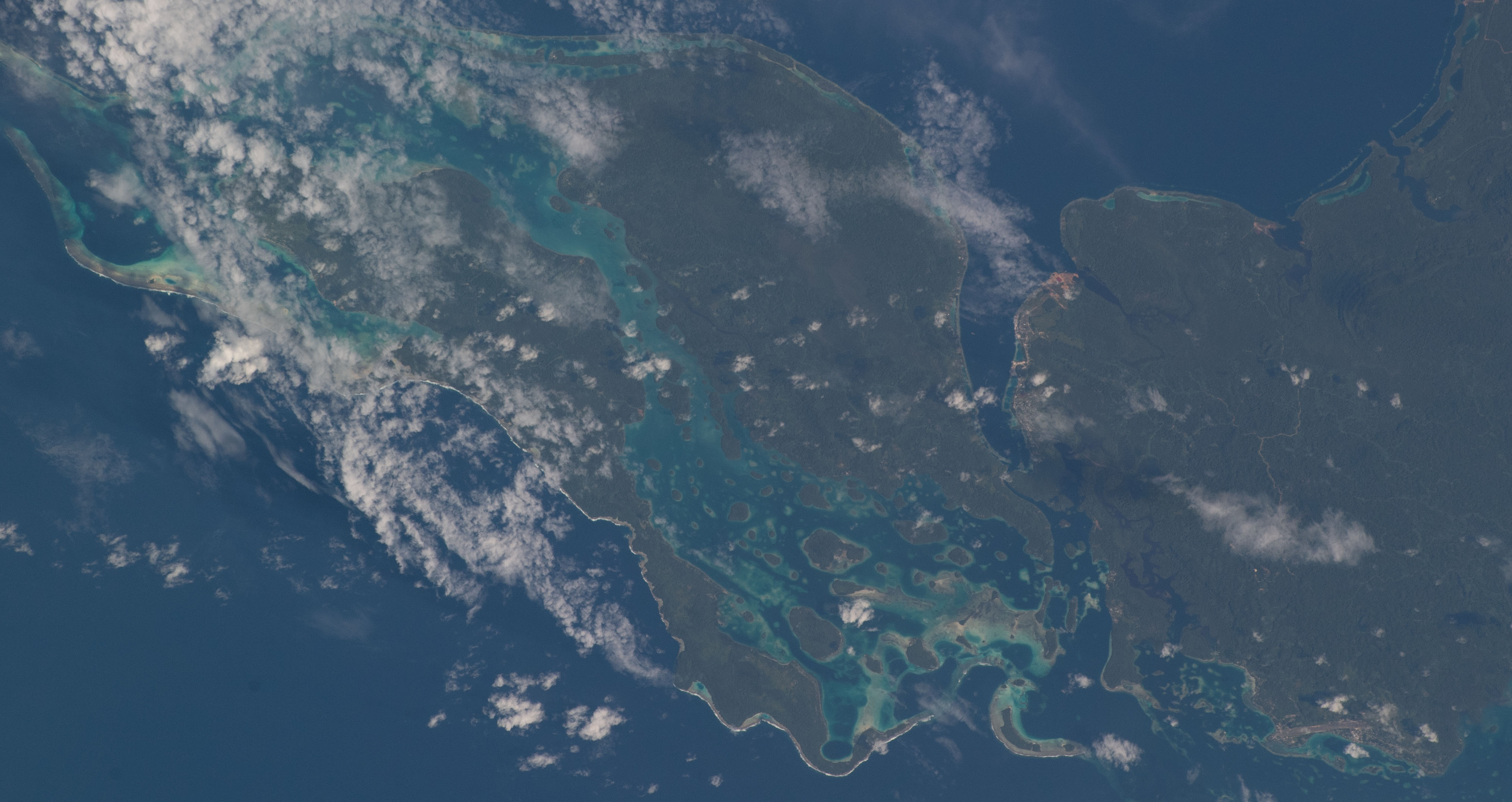
Noro in der Bucht am Kula-Golf mit Munda und den vorgelagerten Inseln Kohinggo (Arundel), Kauvi und Vonavona